# Sistema nervoso
Il sistema nervoso è un'unità morfo-funzionale e strutturale caratterizzata da un tessuto biologico altamente specializzato nel ricevere, trasmettere, controllare ed elaborare gli stimoli interni ed esterni del corpo, per mezzo di segnali bioelettrici e macromagnetici nei metazoi, permettendo in definitiva a un organismo vivente di relazionarsi con il proprio ambiente; il sistema nervoso è alla base delle funzioni muscolari, sensoriali, psichiche e intellettive degli animali, esseri umani compresi: esempi di tali funzioni sono la respirazione, la locomozione, la vista, il dolore, la memoria, la conoscenza e la coscienza.

## Tessuti e cellule del sistema nervoso

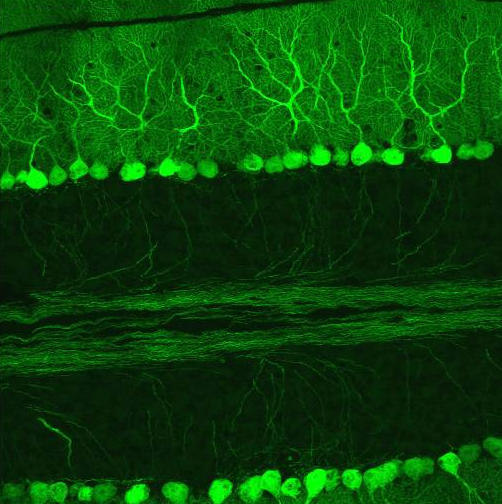
Esempio di tessuto nervoso, cellule di Cervelletto murino evidenziate mediante la proteina fluorescente EGFP; si notano le ramificazioni delle Cellule di Purkinje.

Il tessuto nervoso è uno dei quattro tipi fondamentali di tessuto dei metazoi; le cellule nervose si associano tra loro morfologicamente e funzionalmente, intercomunicando grazie a caratteristiche loro proprie, come l'eccitabilità e la conducibilità, dove eccitabilità sta a significare che la cellula nervosa può reagire a degli stimoli esterni fisici e chimici di varia natura, che vengono convertiti in impulso nervoso; e dove conducibilità indica che l'impulso nervoso, insorto su una cellula nervosa, può essere trasmesso alle altre cellule sotto forma di corrente elettrica e in corrispondenza di particolari giunzioni cellulari che sono le sinapsi, tramite segnali chimici.

### Cellule del sistema nervoso
Il sistema nervoso è composto essenzialmente da due tipi di cellule: i neuroni, veri responsabili della ricezione e della trasmissione degli impulsi nervosi, e le cellule gliali, che hanno molteplici funzioni tra cui il supporto strutturale e funzionale, nutrizione, ricambio, funzioni immunitarie e alcune funzioni, in fase di studio, anche correlate all'elaborazione di informazione, analogamente ai neuroni. Vengono poi talvolta considerate come parte del tessuto nervoso alcune cellule connettivali di natura fibrosa, che offrono principalmente un sostegno strutturale al tessuto nervoso.
I neuroni sono cellule eccitabili, conducono e trasmettono un impulso nervoso, sono altamente differenziate e non si moltiplicano (motivo per cui i danni a questo tipo di tessuto spesso sono irreversibili). Le cellule della glia erano considerate cellule non eccitabili, pare comunque che contribuiscano a funzioni di regolazione e controllo, anche se il loro meccanismo di funzionamento non è stato ancora ben compreso, possono proliferare e le loro funzioni sono di sostegno, isolamento, difesa immunitaria e nutrizione. Inoltre, per quanto riguarda le cellule della glia, esistono tipi cellulari differenti nel sistema periferico e in quello centrale.

### Neuroni

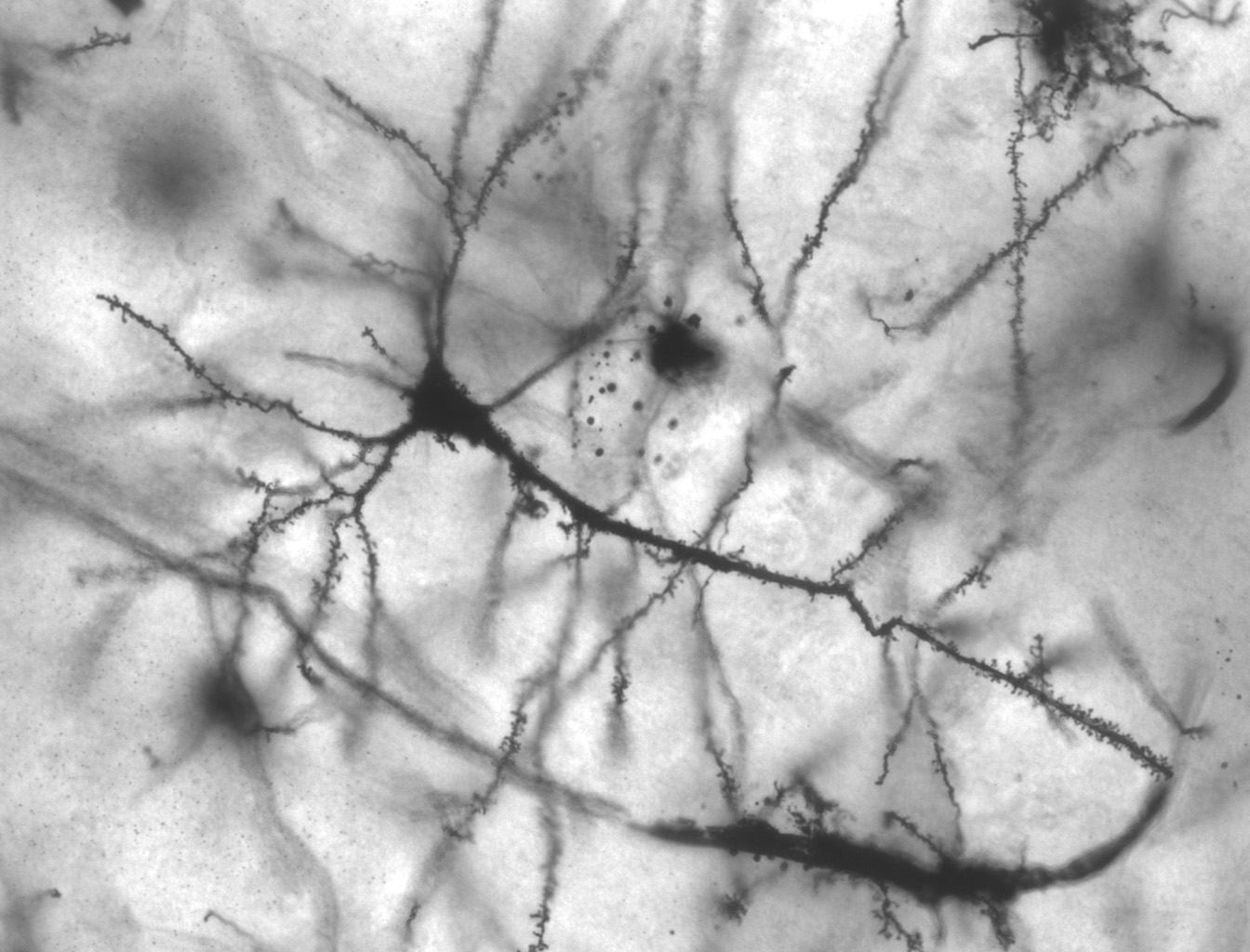
Neuroni dell'ippocampo umano.

I neuroni sono cellule solitamente dotate di lunghi filamenti, spesso di colore verdognolo, caratterizzate dalla capacità di eccitarsi se stimolate da un impulso elettrico. Sono composti da un corpo cellulare, detto soma o, talvolta, pirenoforo, dal quale si diramano due tipi di prolungamenti: i dendriti e gli assoni; all'interno di un organismo la forma dei neuroni può variare notevolmente.
I neuroni che trasmettono gli impulsi entrano in contatto con quelli che ricevono tali impulsi; ciò avviene attraverso una fessura, detta fessura sinaptica o più semplicemente sinapsi. All'interno del terminale assonico, in vescicole, è immagazzinato un neurotrasmettitore chimico che viene rilasciato nella sinapsi nel momento in cui giunge un impulso nervoso elettrico; questo neurotrasmettitore passa l'impulso al neurone immediatamente successivo legandosi ai recettori presenti sulla sua membrana cellulare.

### Cellule gliali
Le cellule della glia, o nevroglia, sono cellule di varia forma e funzione. Esempi di cellule della glia sono: 
- gli astrociti, cellule dotate di numerosi prolungamenti che ancorano fisicamente i neuroni assicurando loro il rifornimento di sangue. Regolano inoltre l'ambiente chimico esterno dei neuroni rimuovendo gli ioni, e catturano e riciclano i neurotrasmettitori rilasciati durante la trasmissione nervosa. Hanno inoltre una funzione protettiva andando a costituire la barriera ematoencefalica che riveste i vasi del Sistema Nervoso Centrale e impedisce che questo entri in contatto con sostanze ad esso nocive, pur tuttavia permettendo lo scambio di nutrienti e prodotti di scarto;
- gli ependimociti, che delimitano le cavità del sistema nervoso centrale e, col battito delle ciglia, favoriscono la circolazione del liquido cerebrospinale (liquor);
- gli oligodendrociti e le cellule di Schwann, che isolano elettricamente gli assoni rivestendoli di una sostanza grassa chiamata mielina, producendo la cosiddetta guaina mielinica. La guaina, che è in realtà costituita dal citoplasma stesso di tali cellule, avvolta più volte intorno all'assone, lo isola permettendo quindi una migliore propagazione dei segnali elettrici. Al contrario delle cellule di Schwann, che rivestono tipicamente un unico assone alla volta, gli oligodendrociti possono rivestire più di un assone;
- i microgliociti o cellule della microglia sono invece poco numerosi e risultano localizzati in vicinanza dei pirenofori o dei vasi. Sono ascrivibili al sistema dei fagociti mononucleati; infatti la funzione predominante è quella fagocitaria per la distruzione o la rimozione di frammenti di neuroni in degenerazione.

## Il sistema nervoso nei diversi raggruppamenti animali
Il sistema anatomico ha una diversa organizzazione e ontogenesi nei diversi raggruppamenti tassonomici animali, passando da una rete nervosa non particolarmente differenziata negli organismi meno complessi strutturalmente, al sistema gangliare di molti organismi invertebrati, spesso con un elevato grado di cefalizzazione dello stesso, come negli artropodi, particolarmente nelle specie sociali, fino all'elevata encefalizzazione del sistema nervoso umano.

## Protostomi
I protostomi costituiscono un vastissimo ed eterogeneo raggruppamento animale. Da un punto di vista sistematico sono considerati da alcuni autori un ramo e da altri un superphylum dei bilateria. La caratteristica comune più rilevante di questo raggruppamento consiste nell'omologia fra il blastoporo e la regione buccale dell'embrione. Ciò significa che il blastoporo, formatosi dalla gastrulazione, genera, nelle fasi successive dell'accrescimento, direttamente la bocca o il suo territorio. La metameria, quando presente, è quasi completa e riguarda quasi tutti i sistemi organici. Il sistema nervoso è tipicamente gangliare, costituito da gangli cefalici sopraintestinali e catena nervosa gangliare sottointestinale. Per questa ragione sono detti anche gastroneurali.
Qui sotto i dettagli relativi ad alcuni gruppi significativi di protostomi.

### Anellidi

Rappresentazione schematica dell'apparato nervoso di anellidi policheti.
1 - cervello,
2 - commissura perifaringeale,
3 - ganglio ventrale a scala,
4 - tratto di nervo periferico.

Sistema fortemente metamerizzato, con cefalizzazione più o meno accentuata a seconda del tipo di vita e delle peculiarità di animali che spaziano da comportamenti sedentari bentonici a attivi predatori. Per il SNC, il cervello forma generalmente un anello intorno alla faringe, costituito da una coppia di gangli in posizione superiore e anteriore, collegati da cordoni nervosi da entrambi i lati, ad un'altra coppia di gangli appena sotto e dietro alla faringe.
I cervelli dei policheti sono generalmente nel segnento del prostomium, mentre quelli dei clitellati sono nel peristomium o a volte nel primo segmento dietro il peristomium. In alcuni policheti molto mobili e attivi il cervello è allargato e più complesso, con visibili sezioni rombencefaliche, mesencefaliche e proencefaliche. Il resto dei gangli del sistema nervoso centrale è generalmente "a scaletta", costituito da una coppia di cordoni nervosi che corrono attraverso la parte inferiore del corpo e hanno ogni segmento accoppiato da un collegamento trasversale. Da ciascun ganglio segmentale un sistema di ramificazione di nervi locali corre nella parete del corpo e poi lo circonda.  Tuttavia, nella maggior parte dei policheti sono fusi i due cordoni nervosi principali, e nei sedentari bentonici come il genere Owenia la corda nervosa è singola e non ha gangli; si trova nell'epidermide.
Come negli artropodi, e diversamente dai vertebrati dove un neurone controlla di un gruppo di fibre muscolari, ogni fibra muscolare  è controllata da più di un neurone, e la velocità e la potenza delle contrazioni della fibra dipende dagli effetti combinati di tutti i suoi neuroni. Nella maggior parte degli anellidi i tronchi nervosi longitudinali sono assoni giganti. Il loro grande diametro diminuisce la loro resistenza permettendo loro di trasmettere segnali in modo eccezionalmente veloce. In questo modo questi vermi possono ritirarsi rapidamente dal pericolo accorciando i loro corpi. Gli esperimenti hanno dimostrato che il taglio degli assoni giganti impedisce questa risposta di fuga, ma non influenza il normale movimento.
Dal sistema nervoso centrale, ventrale, si staccano i nervi principali, uguali in ogni metamero. Solo in quello cefalico c'è quindi un cingolo nervoso che circonda il canale digerente, presentando, nella parte superiore, due gangli cefalici.

### Molluschi

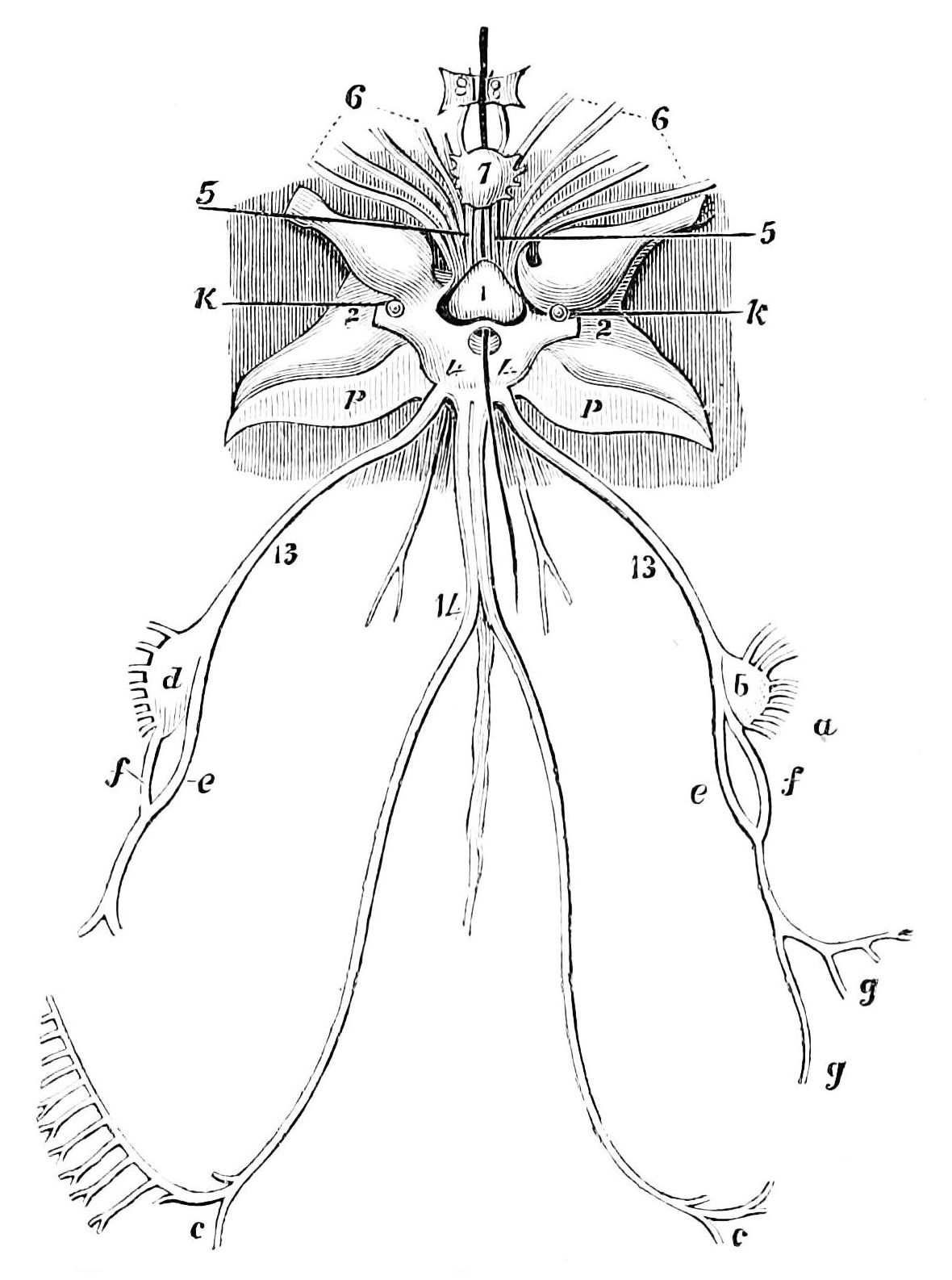
Rappresentazione schematica dell'apparato nervoso di seppia (cefalopode), particolarmente centralizzato

L'innervazione è un carattere tassonomico molto importante nel phylum mollusca. Al pari di tutti i Protostomi, i molluschi hanno un sistema nervoso di chiara impostazione gastroneurale, molto diversificato nell'ambito del phylum con due tipi estremi di organizzazione, non separabili con diagnosticità: un sistema nervoso cordonale, con i soli gangli cerebrali, e un sistema nervoso gangliare, con molti gangli specializzati nell'innervazione di specifici distretti del corpo.
- Il sistema nervoso cordonale, il più semplice, qualifica le classi di molluschi meno complesse come Anfineuri, raggruppamento non monofiletico comprendente Monoplacofori, Poliplacofori, Solenogastri e Caudofoveati, accomunati dal fatto di avere un sistema nervoso costituito essenzialmente da quattro cordoni nervosi longitudinali, privi di gangli, regolati da un'unica massa nervosa costituente il ganglio sopraenterico, situato al disopra della porzione anteriore dell'intestino e costituito da due gangli sopraesofagei (Aplacofori); anteriormente alla massa nervosa, possono uscire alcune paia di sottili nervi cerebrali mentre da ciascun lato del ganglio si dipartono tre paia di connettivi. Nei Poliplacofori il ganglio sopraenterico è sostituito da un cingolo periesofageo, provvisto anche di gangli boccali accessori, nei Monoplacofori il sistema nervoso presenta andamento scalariforme (accenno di metameria) con 10 paia di nervi che raggiungono il piede. All'anello circumenterico che circonda il tubo digerente seguono due cordoni nervosi che si uniscono posteriormente formando una sorta di anello; i due cordoni circolari orizzontali (cordone laterale superiore e cordone pedale inferiore) sono uniti da varie commissure lateropedali.
- Il sistema nervoso gangliare lo ritroviamo nelle principali classi del phylum (Gasteropodi, Bivalvi, Scafopodi, Cefalopodi); esso consta nella sua organizzazione tipica (ancestrale) di otto gangli principali simmetrici ed uniti da commessure trasversali.

Lo schema di base è pressoché simile in tutte le specie:
- coppia di gangli cerebrali sopraesofagei, che innervano gli organi di senso del capo;
- connettivi longitudinali diretti ai gangli pedali, pleurali e parietali (cerebrospinali, pleuroparietali o cerebroparietali, cerebropedali);
- gangli pedali sottoesofagei, che innervano il piede attraverso due cordoni pedali scalariformi agangliari (i gangli pedali e cerebrali costituiscono, con le loro commessure e connettivi, il cingolo periesofageo);
- coppia di gangli pleurali sopraesofagei, che innervano il mantello e gli organi di senso ad esso correlati;
- coppia di gangli parietali, che innervano parte del sacco dei visceri e gli organi ad esso correlati;
- coppia di gangli viscerali, che innervano parte del sacco dei visceri.

Questo schema di base può naturalmente variare da gruppo a gruppo.
Nei cefalopodi, ad esempio, il sistema nervoso appare centralizzato nel capo ed è in relazione con gangli stellati localizzati internamente al mantello e ai nervi viscerali, uniti da una commessura e diretti ai visceri e ai gangli gastrico-branchiali. Inoltre, nervi stomatogastrici collegano i gangli boccali al ganglio gastrico. In alcuni molluschi decapodi (calamari e affini in particolar modo) assoni dorsali giganti permettono rapide contrazioni del mantello e scatti sorprendenti. Più semplice è la condizione dei bivalvi, nei quali si assiste quasi sempre (protobranchi a parte) alla fusione di due coppie di gangli che danno luogo ai gangli cerebropleurali, che innervano i palpi labiali, l'adduttore anteriore e parte del mantello, mentre i pedali si trovano alla base del piede e sono uniti ad essi tramite connettivi.
I parietali ed i viscerali (spesso fusi) restano uniti dalle solite commessure e provvedono all'innervazione dei visceri, delle branchie, dell'adduttore posteriore, dell'altra parte del mantello, dei sifoni e degli organi di senso palleali. Peraltro, anche nei soli gasteropodi, osserviamo vari livelli di complessità del sistema nervoso. Famiglie molto primitive (Haliotidae, Patellidae) presentano un'organizzazione assai poco complessa, mentre in molti altri prosobranchi il sistema nervoso assume l'aspetto a gangli plurimi già visto. Si è accennato alla torsione del sacco dei visceri, fenomeno che causa il ripiegamento dell'anello nervoso cerebro-viscerale, originariamente simmetrico, che si rigira attorno al canale alimentare assumendo una forma ad 8. Il risultato di questa tendenza evolutiva caratterizza i gasteropodi streptoneuri (prosobranchi), contrapposti agli altri gasteropodi eutineuri (opistobranchi e polmonati), i quali non manifestano streptoneuria in seguito alla ulteriore detorsione del sacco viscerale.
La formazione di un sistema nervoso chiastoneurale (o streptoneurale) in seguito alla torsione dei visceri nella linea evolutiva dei Prosobranchi vede inizialmente il passaggio del ganglio parietale sinistro al di sotto del tubo digerente in seguito all'incrocio dei connettivi pleuroparietali, assumendo posizione destra e sottointestinale. Evolutivamente più tardi, dalla medesima torsione si assiste inoltre allo scambio di posizione dei gangli viscerali, mentre le coppie dei cerebrali e dei pleurali non vengono interessati dal fenomeno. Tra i polmonati e gli opistobranchi, la tendenza alla torsione non è più visibile attraverso la sovrapposizione dei cordoni nervosi perché l'anello viscerale risulta estremamente accorciato ed i gangli ad esso correlati vengono ad essere più o meno incorporati in un cingolo periesofageo costituito da 9 grossi gangli, corrispondenti a quelli tipici, con i due viscerali fusi. Tale tendenza verso la cefalizzazione dei centri nervosi la si osserva anche in altri gruppi di molluschi piuttosto evoluti, come i cefalopodi, ove la massa gangliare viene addirittura racchiusa in una capsula protettiva cartilaginea.

### Insetti

Rappresentazione schematica dell'apparato nervoso degli Insetti.
P: protocerebro;
D: deutocerebro;
T: tritocerebro;
G: gnatocerebro o ganglio sottoesofageo;
CV: catena gangliare ventrale.

Il sistema nervoso conserva in parte l'organizzazione di tipo metamerico degli Insetti: anche se sussiste la tendenza evolutiva alla centralizzazione della rete neurale, la dislocazione delle cellule nervose in centri autonomi (gangli), associati ai singoli segmenti, evidenzia una sorta di autonomia funzionale dei metameri, anche se si assiste ad una centralizzazione delle funzioni neurali complesse, che si manifesta con la fusione dei gangli in masse cerebrali; si distingue un sistema centrale, SNC, uno periferico e uno viscerale, quest'ultimo analogo al simpatico dei vertebrati. Si distinguono tre tipi di neuroni: 
- sensoriali: sono associati ai recettori sensoriali, sono bipolari e afferenti, ossia trasmettono gli impulsi dalla periferia ai gangli;
- motori: sono associati al sistema muscolare, hanno il corpo localizzato nei gangli e sono unipolari ed efferenti, ossia trasmettono gli impulsi dai gangli alla periferia;
- associativi: pure localizzati nei gangli, sono multipolari e assolvono alla funzione associativa della rete neurale.

La trasmissione dei segnali segue gli stessi meccanismi che si hanno nei Vertebrati: lungo gli assoni si realizza in forma di impulso elettrico per alterazione del potenziale di membrana, nelle sinapsi con l'emissione di un mediatore chimico, l'acetilcolina. Questo aspetto è di fondamentale importanza: molti insetticidi hanno infatti un'azione neurotossica, agendo come inibitori dell'acetilcolinesterasi, ed hanno perciò un effetto indiscriminato sia sugli Insetti sia sui Vertebrati.
- Il SNC è costituito da una doppia catena gangliare, dislocata longitudinalmente in posizione ventrale, sotto il canale digerente, con una coppia di gangli per ogni segmento. I gangli sono collegati fra loro da fibre nervose trasversali, dette commissure, e longitudinali, dette connessure. Commissure e connessure scompaiono con l'eventuale fusione dei gangli. Mentre l'originaria struttura metamerica tende a scomparire in corrispondenza del capo, con la fusione delle prime sei coppie di gangli in due masse cerebrali distinte, dette rispettivamente cerebro e gnatocerebro.
  - Il cerebro è suddiviso in tre parti denominate, in ordine antero-posteriore, protocerebro, deutocerebro e tritocerebro. Ad essi è affidata l'innervazione degli organi cefalici dorsali (gli occhi composti, gli ocelli, le antenne, il clipeo e il labbro superiore); nel protocerebro sono presenti due formazioni, i corpi peduncolati, che sarebbero centri di funzioni psichiche nelle operaie degli Imenotteri sociali[4]. Dal tritocerebro parte inoltre il sistema nervoso viscerale che innerva l'intestino anteriore.
  - Lo gnatocerebro innerva le appendici dell'apparato boccale. Da esso parte la doppia catena gangliare, detta catena gangliare ventrale.
  - La catena gangliare ventrale si estende nel torace e nell'addome. Essa mantiene in genere, come carattere primitivo, la separazione delle coppie gangliari. , ad ogni coppia di gangli compete l'innervazione del segmento corrispondente e delle appendici eventualmente associati.
- Il sistema nervoso viscerale  mantiene una propria autonomia da quello centrale, pur essendovi collegato. Ad esso competono le funzioni neurovegetative, con l'innervazione di organi interni. È composto da tre distinti sistemi: il simpatico dorsale, il caudale, il ventrale.
  - Il simpatico dorsale, detto anche stomatogastrico, è un sistema impari, connesso al tritocerebro, che innerva lo stomodeo. In ordine antero-posteriore è composto dal ganglio frontale, dal ganglio ipocerebrale e da uno o due gangli stomacali, connessi fra loro da un nervo ricorrente. Il sistema si localizza nella parte dorsale dello stomodeo, con i primi due gangli ubicati nella regione cefalica, rispettivamente davanti e sotto il cerebro.
  - Il simpatico ventrale ha un'organizzazione prettamente metamerica: parte dallo gnatocerebro e dalla catena gangliare ventrale e innerva le trachee e gli stigmi.
  - Il simpatico caudale, infine, parte dall'ultimo ganglio della catena ventrale e innerva il proctodeo e gli organi genitali.
- Il sistema nervoso periferico comprende gli assoni dei neuroni motori, che innervano la muscolatura striata, e l'insieme dei neuroni sensoriali associati ai recettori. Si sviluppa in tutte le parti del corpo ed è associato ai gangli del sistema nervoso centrale.

## Deuterostomi
Nei deuterostomi l'ano si origina dal blastoporo (o nelle sue vicinanze), mentre la bocca si forma all'estremità opposta. Il cordone nervoso è posto dorsalmente rispetto all'intestino (notoneurali).
Qui di seguito maggiori dettagli per i due gruppi principali di deuterostomi.

### Cordati
Dopo la fecondazione in una fase successiva alla gastrulazione si forma la placca neurale per differenziazione di cellule di natura ectodermica che, aumentando il loro spessore, diventano cellule neuro-ectodermiche; tale processo di differenziazione si verifica sotto l'azione induttiva della notocorda, che si esplica nell'azione degli antagonisti di BMP (chordin, noggin, follistatin).
Successivamente sul piano mediano a livello della placca neurale, compare un solco (solco neurale) delimitato lateralmente dalle pieghe neurali; le pieghe tendono a sollevarsi, causando indirettamente, l'approfondimento del solco neurale che in questa fase prenderà il nome di doccia neurale.
In seguito le pieghe che delimitano la doccia neurale si fondono sul piano mediano; si ottiene pertanto la chiusura della doccia neurale, che dà luogo al tubo neurale.
Nelle fasi successive la parte craniale o anteriore del tubo neurale subisce delle modificazioni che comportano la formazione di tre vescicole: il prosencefalo (cervello anteriore), il mesencefalo (cervello medio) e il rombencefalo (cervello posteriore). Procedendo oltre il prosencefalo si divide in due porzioni:
1. telencefalo (anteriormente) che ampliandosi dà luogo agli emisferi cerebrali
2. diencefalo (posteriormente) da cui deriva il talamo, l'ipotalamo, la neuroipofisi e la retina.

Dal rombencefalo si formano per un processo di segmentazione, otto rombomeri, che daranno luogo al metencefalo (da cui deriveranno nei vertebrati superiori il ponte di Varolio e il cervelletto) e il mielencefalo (da cui derivano bulbo e midollo allungato).

### Vertebrati
Una caratteristica fondamentale del sistema nervoso sta nella sua duplice collocazione anatomica:
- distinguiamo un nevrasse, collocato all'interno di un rivestimento costituito da tre strati fibro-vascolari (meningi) situato all'interno della cavità dorsale, suddiviso in encefalo, posto nella scatola cranica e midollo spinale, situato nel canale vertebrale.
- un sistema extranevrassiale che comprende tutte le strutture che decorrono all'esterno dello scheletro osseo.

La presenza del rivestimento meningeo fa distinguere due grandi spazi bio-umorali in cui il Sistema Nervoso è immerso: il liquido cerebrospinale e lo spazio extravascolare. L'interfaccia che viene a costituirsi tra i due ambienti è detta barriera ematoliquorale (BEL).
Il sistema nervoso coordina alcune delle diverse funzioni dei nostri organi.
Le cellule nervose sono dotate di sensibilità che permette di ricevere, riconoscere e trasmettere alcuni degli stimoli fisici e chimici provenienti dall'esterno e dall'interno del nostro organismo.

#### Citologia
Il tessuto nervoso è composto da tre elementi cellulari fondamentali:
1. la cellula nervosa (neurone) composta da un soma, detto anche corpo cellulare, e dai suoi prolungamenti (assone o neurite e i dendriti);
2. nel nevrasse la glia, ovvero tutte le cellule non nervose, che distinguiamo in astroglia, oligodendrooglia ed ependimoglia e nel nervo periferico la cellula di Schwann;
3. il tessuto connettivo fibroso.

La distinzione tra sistema nervoso centrale e periferico fa riferimento alla provenienza dei prolungamenti delle cellule nervose ed al fatto che il rivestimento dei prolungamenti (assoni e/o dendriti) sia costituito dagli oligodendrociti (mielina centrale) piuttosto che dalle cellule di Schwann (mielina periferica).

#### Anatomia macroscopica
Macroscopicamente distinguiamo i seguenti organi del Sistema Nervoso:
- Centrale;
  - encefalo;
    - telencefalo;
    - diencefalo;
    - cervelletto;
    - tronco dell'encefalo;

  - midollo spinale;
- Periferico;
  - radici spinali;
  - plessi, gangli prevertebrali, gangli paravertebrali;
  - tronchi nervosi o nervi propriamente detti, con i loro rami terminali e collaterali.

#### Funzioni
Il sistema nervoso compie tre principali funzioni: sensoriale, integrativa (che include: pensiero, memoria, ecc.), motoria.
In senso lato possiamo attribuirgli un ruolo "computazionale" di informazioni che viaggiano sotto forma di perturbazioni del potenziale di membrana delle cellule e che vengono elaborate nell'ambito di complessi sistemi di accoppiamento tra evento elettrico ed eventi biochimici entro dei compartimenti specifici dello spazio intercellulare che chiamiamo sinapsi.

#### Fisiologia
Il sistema nervoso controlla i meccanismi omeostatici dell'organismo. I circuiti neuronali sono organizzati in vie afferenti ed efferenti, che possono inviare informazioni tramite segnali chimici o elettrici. I segnali giungono alle molecole bersaglio, che attraverso il meccanismo di trasduzione li trasformano in risposte biologiche. I segnali elettrici vengono creati grazie alla differenza di potenziale a cavallo della membrana, dovuta alle diverse concentrazioni di ioni nell'ambiente interno ed esterno alla cellula. Con l'apertura dei canali ionici di membrana si creano flussi di corrente polarizzante o depolarizzante che possono scorrere lungo la membrana degli assoni fino alla sinapsi, dove il segnale può continuare a propagarsi (nel caso di sinapsi di tipo elettrico) o provocare l'esocitosi di neurotrasmettitori (sinapsi di tipo chimico).

#### Uomo

Struttura generale del sistema nervoso umano

##### Sviluppo
Intorno al sedicesimo giorno dalla fecondazione si forma la placca neurale. Verso il ventunesimo giorno, le pieghe che delimitano la doccia neurale si fondono sul piano mediano; si ottiene pertanto la chiusura della doccia neurale.
Nei giorni successivi la parte craniale o anteriore del tubo neurale subisce delle modificazioni che comportano la formazione delle tre vescicole.
Durante la vita intrauterina si formano circa 200.000 neuroni al minuto. Contrariamente, al momento della nascita, la duplicazione neuronale si arresta (eccezione fatta per i neuroni olfattivi presenti a livello dell'area olfattiva, posta caudalmente alla lamina cribrosa dell'osso etmoide).